# Цой, Александр Викторович
Александр Викторович Цой (также известен под псевдонимом Александр Молчанов; род. 26 июля 1985, Ленинград) — российский исполнитель, композитор, дизайнер-оформитель, бывший гитарист группы «Para bellvm», автор видеоэффектов проекта «Симфоническое Кино», лидер музыкального проекта «Саша Цой» (ранее «Ронин»).
Единственный сын лидера группы «Кино» Виктора Цоя и его жены Марьяны Цой.

## Биография

Александр Цой с родителями

Родился 26 июля 1985 года в семье рок-музыканта Виктора Цоя и его жены Марьяны Цой. После того, как Виктор Цой ушёл от жены к Наталье Разлоговой, Александр остался жить с матерью. По словам режиссёра Рашида Нугманова, близко знавшего Виктора Цоя, у его сына «во внешности много папиного, <…> у него Витина пластика».
В 16 лет Александр уехал в Москву, где жил и занимался веб-дизайном, а также изучением английского языка.
Марьяна Цой после смерти Виктора отсудила у музыкантов группы «Кино» авторские права на песни группы и оформила их на сына Александра и компанию «Moroz Records».
В 2005 году Марьяна Цой скончалась от опухоли мозга и Александр стал жить с бабушкой по материнской линии.
Со своим дедушкой Робертом Максимовичем Цоем Александр отношения практически не поддерживает.
В дальнейшем, чтобы избавиться от внимания журналистов и поклонников отца, он взял себе псевдоним Молчанов и занялся игрой на гитаре в группе «Para bellvm», где участвовал в записи альбома «Книга царств». Занимался оформлением музыкальных обложек альбомов. Основал музыкальный клуб "da: da: ".
В декабре 2010 года женился на Елене Осокиной. В это же время, после смерти жены, в очередной раз женился и его дедушка — Роберт Максимович Цой.
В 2010 году, в рамках концерта «20 лет без Кино», впервые прозвучали симфонические инструментальные версии песен группы, оркестровки сделал Игорь Вдовин. Затем два года продолжалась работа над полноценной концертной программой, на этом этапе подключился гитарист «Кино» Юрий Каспарян, продюсером проекта выступил Александр Цой, а барабанщиком Олег Шунцов, в 2020 году вошедший в состав «Кино» как сессионный музыкант. Проект «Симфоническое Кино» был представлен 21 июня 2012 года, к 50-летию со дня рождения Виктора Цоя. В 2017 году был издан дебютный концертный альбом проекта «СимфониК», представляющий собой запись выступления 2015 года в БКЗ «Октябрьский» г. Санкт-Петербурга. Дизайн обложки альбома успел создать сессионный гитарист «Кино» второй половины 1980-х Андрей Крисанов, умерший в 2018 году от онкологического заболевания.
В 2011 году, по сообщениям СМИ, Александр продал Олегу Тинькову для его банка «Тинькофф» права на песню «Дальше действовать будем мы». В своём интервью Александр, однако, поведал, что права на песню были проданы без его согласия компанией «Музыкальное право», с которой он в судебном порядке пытается расторгнуть все отношения. К самому Олегу Тинькову он относится отрицательно.
В 2012 году дал первое подробное и открытое интервью о своей жизни Евгению Додолеву на канале «Москва 24».
В 2014 году подал судебный иск против депутата Госдумы Евгения Федорова, якобы оклеветавшего его отца. Тем не менее никаких нарушений в словах Евгения Фёдорова суд не нашёл. Фёдоров процитировал мнение сотрудников КГБ СССР о творчестве Цоя, а не озвучил своё суждение.
В 2014 году Рашид Нугманов объявил о своих планах начать съёмки фильма «Цитадель смерти» по его совместному с Уильямом Гибсоном сценарию (который изначально писался под Виктора Цоя) и взять на главную роль Александра Цоя, который, в свою очередь, поддержал эту идею.
3 августа 2017 года представил песню «Шёпот» своего нового сольного музыкального проекта — «Ронин», в котором он является автором, музыкантом и вокалистом. Текст песни «Шёпот» был написан им ещё в 18-летнем возрасте. 3 сентября был выпущен мини-альбом «Опора», который содержит в себе 5 песен. В дальнейшем одним из участников группы стал Юрий Каспарян.
В 2019 году Александр Цой предложил организовать концерты группы «Кино», в которых использовался бы вокал Виктора Цоя из старых песен, но при этом живая музыка бывших участников группы и специально разработанный видеоряд. Предполагалось, что на сцену выйдут музыканты «Кино» — Тихомиров, Титов и Каспарян — барабанные партии исполнит Олег Шунцов (участник проекта «Симфоническое кино»), на акустической гитаре сыграет Дмитрий Кежватов из группы «Тараканы!». Концерты должны были состояться 31 октября (Санкт-Петербург), 7 ноября (Минск, Беларусь), 11 ноября (Рига, Латвия) и 21 ноября (Москва) 2020 года. Из-за коронавирусных ограничений они были перенесли на 2021 год.
Стал прототипом персонажа Жени, сына Виктора Цоя в фильме Алексея Учителя «Цой» (2020). При этом сам Александр Цой выступил с жёсткой критикой фильма.
Внештатный колумнист RT.
В 2024 году вышла перезаписанная версия альбома «Это не любовь» (1985) группы «Кино», продюсер группы Александр Цой отметил: 

«Качество записи в начале 1980-х не позволило полностью оценить эти песни: вроде бы все инструменты слышно, но цельной картинки нет. Спустя 40 лет эта музыка получает тот звук, которого она заслуживает».
Летом 2024 года презентовал дебютный сольный альбом на виниле — «Саша Цой — „Основан на реальных событиях“» и объявил о туре по России в поддержку пластинки.

## Фильмография
| Год  |   | Название                                   | Роль  |
| ---- | - | ------------------------------------------ | ----- |
| 1992 | ф | «Последний герой»                          | камео |
| 1996 | ф | «Солнечные дни»                            | камео |
| 2005 | ф | «Жизнь как кино»                           | камео |
| 2006 | ф | «Просто хочешь ты знать»                   | камео |
| 2008 | ф | «Еловая субмарина: Виктор Цой. Дети минут» | камео |
| 2009 | ф | «Последний герой: Двадцать лет спустя»     | камео |
| 2012 | ф | «Цой — Кино»                               | камео |

## Дискография

### Солист

#### «Ронин»
- 2017 — «Опора» (мини-альбом)

#### Саша Цой
- 2024 — «Основан на реальных событиях» (студийный альбом)

Участие в релизах
- 2019 — «Tequilajazzz tribute» (Разные исполнители) — «Укрощая змей»[34]

### Гитарист
«Para bellvm»
- 2008 — «Книга царств» (студийный альбом)

### Продюсер
«Симфоническое Кино»
- 2017 — «СимфониК» (концертный альбом)

«Кино»
- 2021 — «Кино в Севкабеле» (концертный альбом)
- 2022 — «12 22» (сборник перезаписанных песен)
- 2024 — «Это не любовь (Remake 2024)» (перезапись альбома «Это не любовь»)